# La Canéda
La Canéda est une ancienne commune française située dans le département de la Dordogne, en région Nouvelle-Aquitaine. Depuis 1965, elle fait partie de la commune de Sarlat-la-Canéda.

## Géographie
Située dans le Périgord noir, dans l'est du département de la Dordogne, La Canéda forme la partie sud-est de la commune de Sarlat-la-Canéda.

## Histoire
La Canéda est une commune créée à la Révolution.
Le 1er mars 1965, elle fusionne avec celle de Sarlat, cette dernière prenant alors le nom de Sarlat-la-Canéda.

## Démographie
| 1793 | 1800 | 1806 | 1821 | 1831 | 1836 | 1841 |
| ---- | ---- | ---- | ---- | ---- | ---- | ---- |
| 126  | 99   | -    | 187  | 167  | 191  | 162  |

| 1846 | 1851 | 1856 | 1861 | 1866 | 1872 | 1876 |
| ---- | ---- | ---- | ---- | ---- | ---- | ---- |
| 174  | 180  | 182  | 360  | 440  | 442  | 427  |

| 1881 | 1886 | 1891 | 1896 | 1901 | 1906 | 1911 |
| ---- | ---- | ---- | ---- | ---- | ---- | ---- |
| 588  | 526  | 505  | 502  | 489  | 544  | 566  |

| 1921 | 1926 | 1931 | 1936 | 1946 | 1954 | 1962 |
| ---- | ---- | ---- | ---- | ---- | ---- | ---- |
| 575  | 615  | 619  | 597  | 677  | 654  | 761  |